# CR224 (Luxemburg)
De CR224 (Chemin Repris 224) is een verkeersroute in de stad en het land Luxemburg tussen de N3 in de wijk Gare en N3 in de wijk Bonnevoie-Sud. De route heeft een lengte van ongeveer 1,3 kilometer.

## Routeverloop
De route begint in de wijk Gare met de aansluiting op de N3 en gaat over de Rue Jean Origer naar de N50 toe. Dit weggedeelte is ingericht als een eenrichtingverkeersweg richting de N50 (oostelijke richting) toe. Na de N50 gaat de route over de Rue de Bonnevoie. Voordat het over de spoortunnel aan de noordkant van het treinstation Luxemburg gaat, is de route voor een stukje eenrichtingsverkeersweg richting het westen toe. Na de kruising met de CR228 buigt de route naar het zuiden af en volgt het sporencomplex en komt het bij de achterzijde van het treinstation uit. Hierna gaat de route door de wijk Bonnevoie-Sud heen en komt via de Rue de Hesperange weer uit op de N3. De Rue de Hesperange is ook ingericht als een eenrichtingverkeersweg en bestemd voor verkeer komend vanaf de N3 uit zuidelijke richting.

## Straatnamen route CR224
- Rue Jean Origer
- Rue de Bonnevoie
- Place Léon XIII
- Rue de Hesperange

## CR224b
De CR224b is een voormalige verbindingsweg in de Luxemburgse wijk Gare. De ongeveer 170 meter lange route verbond de N2 met de CR224a via de Rue du Fort Wallis.
CR101 ·
CR102 ·
CR103 ·
CR104 ·
CR105 ·
CR106 ·
CR107 ·
CR108 ·
CR109 ·
CR110 ·
CR111 ·
CR112 ·
CR113 ·
CR114 ·
CR115 ·
CR116 ·
CR117 ·
CR118 ·
CR119 ·
CR120 ·
CR121 ·
CR122 ·
CR123 ·
CR124 ·
CR125 ·
CR126 ·
CR127 ·
CR128 ·
CR129 ·
CR130 ·
CR131 ·
CR132 ·
CR133 ·
CR134 ·
CR135 ·
CR136 ·
CR137 ·
CR138 ·
CR139 ·
CR140 ·
CR141 ·
CR142 ·
CR143 ·
CR144 ·
CR145 ·
CR146 ·
CR147 ·
CR148 ·
CR149 ·
CR150 ·
CR151 ·
CR152 ·
CR153 ·
CR154 ·
CR155 ·
CR156 ·
CR157 ·
CR158 ·
CR159 ·
CR160 ·
CR161 ·
CR162 ·
CR163 ·
CR164 ·
CR165 ·
CR166 ·
CR167 ·
CR168 ·
CR169 ·
CR170 ·
CR171 ·
CR172 ·
CR173 ·
CR174 ·
CR175 ·
CR176 ·
CR177 ·
CR178 ·
CR179 ·
CR180 ·
CR181 ·
CR182 ·
CR183 ·
CR184 ·
CR185 ·
CR186 ·
CR187 ·
CR188 ·
CR189 ·
CR190
CR200 ·
CR201 ·
CR202 ·
CR203 ·
CR204 ·
CR205 ·
CR206 ·
CR207 ·
CR208 ·
CR210 ·
CR211 ·
CR212 ·
CR213 ·
CR215 ·
CR216 ·
CR217 ·
CR218 ·
CR219 ·
CR220 ·
CR221 ·
CR222 ·
CR223 ·
CR224 ·
CR225 ·
CR226 ·
CR227 ·
CR228 ·
CR229 ·
CR230 ·
CR231 ·
CR232 ·
CR233 ·
CR234
CR301 ·
CR302 ·
CR303 ·
CR304 ·
CR305 ·
CR306 ·
CR307 ·
CR308 ·
CR309 ·
CR310 ·
CR311 ·
CR312 ·
CR313 ·
CR314 ·
CR315 ·
CR316 ·
CR317 ·
CR318 ·
CR319 ·
CR320 ·
CR321 ·
CR322 ·
CR323 ·
CR324 ·
CR325 ·
CR326 ·
CR327 ·
CR328 ·
CR329 ·
CR330 ·
CR331 ·
CR332 ·
CR333 ·
CR334 ·
CR335 ·
CR336 ·
CR337 ·
CR338 ·
CR339 ·
CR340 ·
CR341 ·
CR342 ·
CR343 ·
CR344 ·
CR345 ·
CR346 ·
CR347 ·
CR348 ·
CR349 ·
CR350 ·
CR351 ·
CR352 ·
CR353 ·
CR354 ·
CR355 ·
CR356 ·
CR357 ·
CR358 ·
CR359 ·
CR360 ·
CR361 ·
CR362 ·
CR364 ·
CR365 ·
CR366 ·
CR367 ·
CR368 ·
CR369 ·
CR370 ·
CR371 ·
CR372 ·
CR373 ·
CR374 ·
CR375 ·
CR376 ·
CR377 ·
CR378 ·
CR379
Routes die cursief vermeld staan, zijn voormalige routes.